# Valborg (namn)

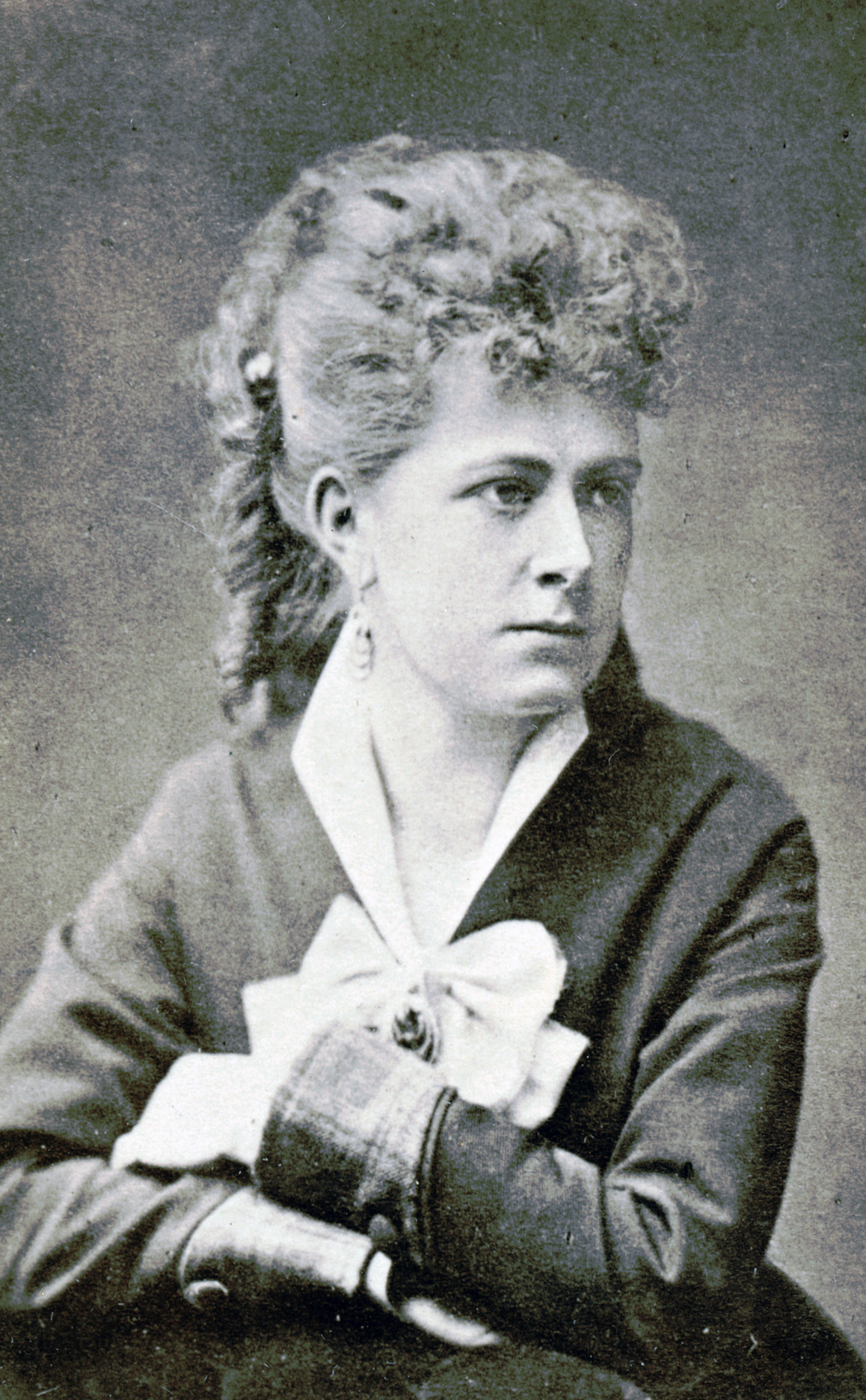
Valborg Moberg, 1876.

Kvinnonamnet Valborg härstammar från det fornhögtyska namnet Valburg eller Walburc, med oklart ursprung. En teori är att det betyder främling, en annan att namnet är en sammansättning av orden waltan ('styra', 'härska') och -burg ('beskydd').
Namnet har funnits i svenska språket sedan 1200-talet men är numera ovanligt som tilltalsnamn. Åren runt sekelskiftet 1900 var det dock ett modenamn, med svenska namnbärare som Valborg Olander och Valborg Moberg. En smeknamnsform av namnet är Bojan.
31 december 2005 fanns det totalt 8641 personer i Sverige med namnet Valborg varav 2181 med det som tilltalsnamn. År 2003 fick 15 flickor namnet, varav 1 fick det som tilltalsnamn.
Valborg har haft namnsdag i den svenska almanackan den 1 maj sedan 1901. I den finlandssvenska namnsdagslängden har Valborg namnsdag 1 maj sedan starten 1929, då en egen namnsdagskalender togs i bruk för finlandssvenskar.

## Personer med namnet Valborg
- Heliga Valborg, helgon
- Valborg Aulin, tonsättare
- Valborg Eriksdotter, frilla
- Valborg Joakimsdotter Fleming, abbedissa
- Valborg Franchi, balettdansös
- Walburga Habsburg Douglas, tysk-svensk jurist, riksdagsledamot (M)
- Valborg Hansson, skådespelerska
- Walborg Lagerwall, violinist
- Valborg Moberg, skådespelerska
- Valborg Olander, lärarinna, feminist
- Valborg Svensson, skådespelerska